# Domaszkowice
Domaszkowice (niem. Ritterswalde) – wieś w Polsce położona w województwie opolskim, w powiecie nyskim, w gminie Nysa.
Wieś rozciąga się około 5 km, od Wierzbięcic do Kubic.
W XVII w. wieś była własnością rodziny von Strachwitz.

## Zabytki
Do wojewódzkiego rejestru zabytków wpisane są:
- cmentarz parafialny
- kościół cmentarny par. pw. św. Jerzego, z XIV w., XVII w.